# Hans-Joachim Zillmer
Hans-Joachim Zillmer (Mölln, 20 settembre 1950) è un imprenditore e scrittore tedesco.
Nei suoi best seller, tradotti in undici lingue, mette in dubbio le teorie che stanno alla base della geologia, della geofisica, dell'evoluzione, della paleontologia ed in particolare il principio dell'attualismo e la scala temporale geologica, formulando ipotesi in chiave catastrofista e in contraddizione con l'insegnamento scientifico tradizionale. Si oppone specialmente alla teoria dell'evoluzione intesa come macroevoluzione ed ai metodi di datazione.

## Biografia
Hans-Joachim Zillmer ha studiato ingegneria edilizia presso la Bergische Universität di Wuppertal e l'università tecnica di Berlino e si è laureato nelle due università in ingegneria ottenendo poi il titolo di Dr. rer. pol. Dopo la laurea nel 1977 ha diretto una impresa di costruzioni, uno studio d'ingegneria per costruzioni edili e una ditta di costruzioni a Solingen e poi a Berlino. Zillmer è ingegnere consulente presso l'Ordine degli Ingegneri della Renania Settentrionale-Vestfalia ed è stato socio nel consiglio di amministrazione della corporazione dei costruttori edilizi di Solingen e dal 1991 al 1999 anche primo presidente dell'associazione sportiva TSG Solingen con 2300 soci.
Come autore di libri di divulgazione è stato intervistato in molteplici trasmissioni tedesche alla radio e alla televisione, tra cui PRO7 nel programma Welt der Wunder sulle sue controverse ipotesi tratte dal suo Dinosaurier Handbuch.

## Teorie
Zillmer è, come Immanuel Velikovsky, un rappresentante del catastrofismo, ma collegato ad una speciale teoria riferita alla Terra delle origini, la cosiddetta teoria delle catastrofi sulla Terra primordiale, secondo cui il pianeta Terra circa 5000-6000 anni fa sarebbe stato colpito da una catastrofe mondiale (diluvio universale) che lo avrebbe trasformato notevolmente generando di nuovo la crosta terrestre.
La tesi geologica centrale è che hanno avuto luogo più superdiluvi estesi a vari continenti: dal sud-ovest e nord-ovest dell'America del Nord all'Australia nonché dal massiccio dell'Altai attraverso la Siberia fino al Mar Caspio e al Mare Artico. In seguito l'asse terrestre si sarebbe spostato e soltanto in questo periodo che lui chiama il "periodo delle nevi" avrebbe avuto luogo la formazione di ghiaccio nelle zone artiche ed antartiche, un grande periodo glaciale svoltosi come se fosse stato ripreso in tempi accelerati. In questo periodo sarebbe aumentata, secondo Zillmer, anche la gravità, che avrebbe portato all'estinzione dei grandi animali esistenti fino ad allora e presenti in "megaformato" come il bradipo gigante in America, grande quanto un elefante o il mammut in Eurasia. Sarebbe nato così un mondo nuovo con animali più piccoli, con condizioni atmosferiche diverse e caratterizzato, tra l'altro, dalla riduzione della pressione atmosferica nonché da una maggiore gravità.
In seguito a queste catastrofi naturali mondiali, secondo Zillmer, contrariamente alla microevoluzione, non avrebbe avuto luogo alcuna macroevoluzione, alcun passaggio da una specie di animali all'altra: da un essere assomigliante ad una scimmia non poteva mai uscire un uomo. Inoltre in quel periodo di tempo sono state sterminate l'80% delle specie animali: uno scenario attribuito alla fine del periodo glaciale (coincidente con l'inizio del "periodo delle nevi" secondo Zillmer). Dunque per lui non esisterebbe alcuna storia umana verificabile, come scrive nel libro Die Evolutionslüge: die Neandertaler und andere Fälschungen der Menschheitsgeschichte.
Nel libro L'errore di Darwin, Zillmer contesta le teorie di Charles Darwin ed espone una serie di presunte prove paleontologiche e geologiche contro la teoria dell'evoluzione. L'autore afferma che teschi o scheletri dell'età della pietra sarebbero vecchi soltanto di alcune migliaia d'anni e che il Grand Canyon si sarebbe formato durante un grande diluvio al tempo degli antenati della popolazione degli Havasupai. A riprova di ciò, Zillmer sostiene che le datazioni effettuate nell'anno 2004 in Inghilterra su teschi di Neandertal e Cro-Magnon, nonché alcune indagini effettuate presso il servizio geologico degli Stati Uniti, confermerebbero le sue ipotesi. Superdiluvi con una portata 37 volte maggiore di quella del Mississippi avrebbero scavato il Grand Canyon in modo catastrofico e in più fasi, e ultimamente circa 1000 anni fa.
Nel quadro degli eventi catastrofici nel passato terrestre, la paleogeografia dei dinosauri presentata da Zillmer nel suo Dinosaurier Handbuch occupa un posto speciale. I reperti di dinosauro trovati sempre di più nel mondo dimostrano, secondo Zillmer, che un crescente numero di dinosauri sarebbe stato trovato su continenti "sbagliati", e ciò in base alla tabella temporale propria della tettonica a placche, quindi già isolati e separati dagli oceani. Come soluzione di questo problema, Zillmer offre il modello della espansione terrestre.
La verifica delle catastrofi naturali fino al XV secolo in chiave catastrofista lo ha infine portato nel suo libro Kolumbus kam als Letzter anche alla revisione del decorso della storia della cultura nel Vecchio e Nuovo Mondo (critica alla cronologia). Zillmer presenta in questo libro anche la "teoria dei celti in America" secondo la quale l'America sarebbe stata visitata da celti e romani già prima dei vichinghi. Correda inoltre la sua teoria con fotografie e indicazioni esatte di luoghi caratterizzati da menhir e dolmen nonché monete romane trovate in America (colonizzazione del Nuovo Mondo).

## Opere tradotte in italiano
- L'errore di Darwin [Darwins Irrtum], traduzione di Aldo Audisio, Casale Monferrato, Piemme, 2000, ISBN 88-384-4482-X.
- Gli errori della storia della Terra: il deserto Mediterraneo, la giungla del Sahara e il dominio dei dinosauri: la preistoria è stata ieri [Irrtümer der Erdgeschichte], traduzione di Stefania Di Natale, Roma, Newton Compton, 2008, ISBN 978-88-541-1218-6.